# École d'interprètes internationaux
Pour les articles homonymes, voir EII.

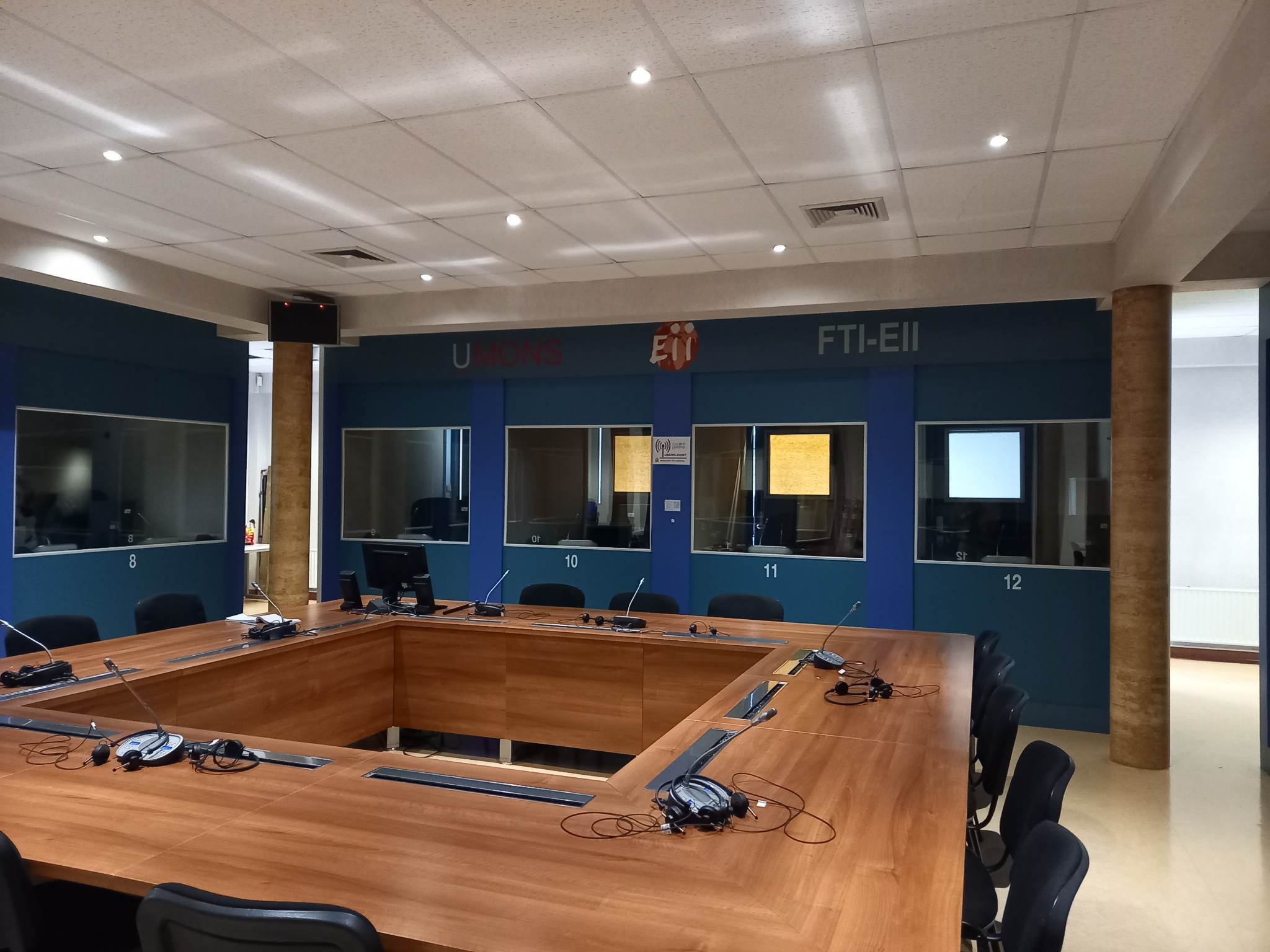
Cabines d'interprétation, FTI-EII

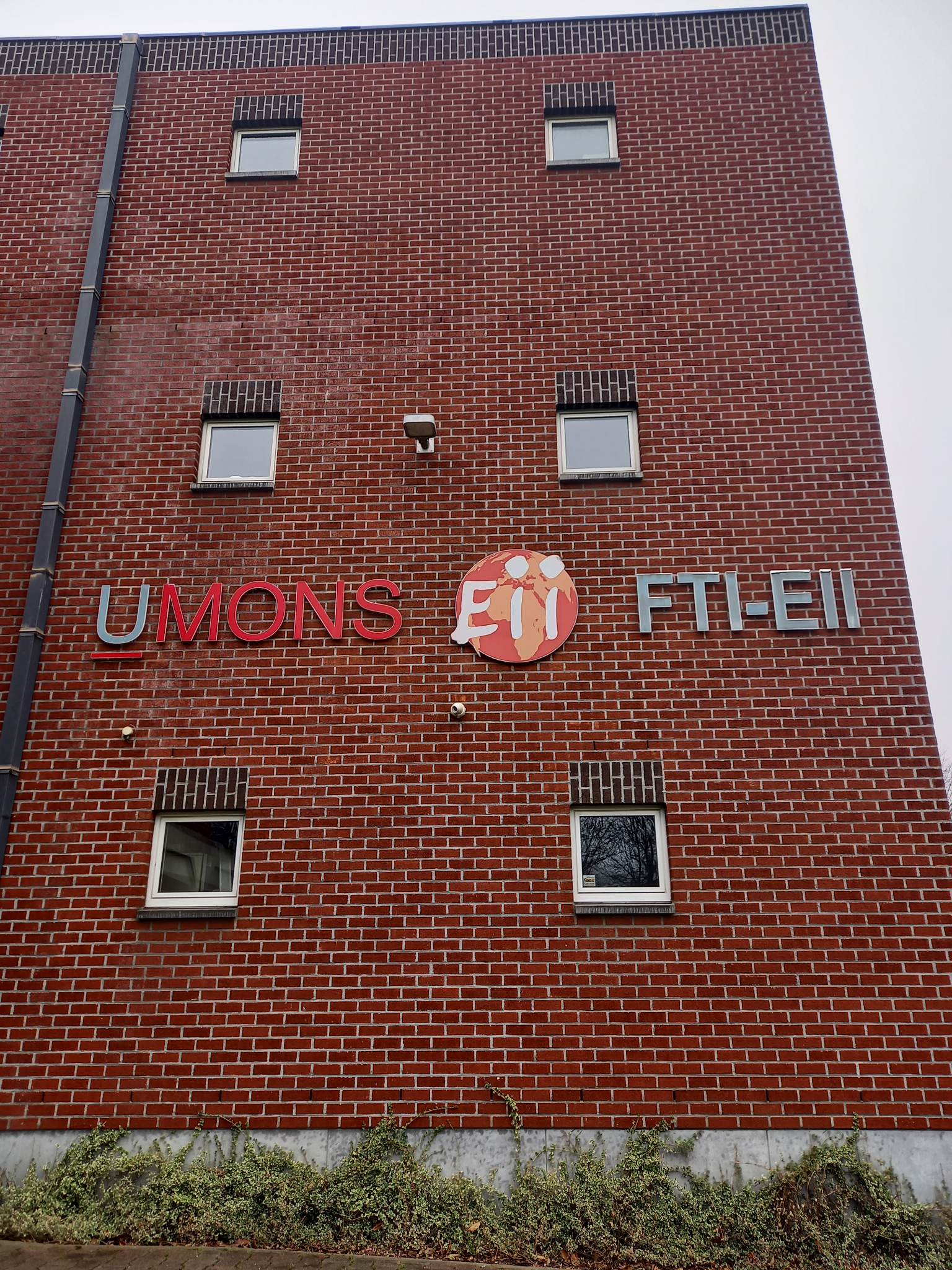
Bâtiment de la FTI-EII

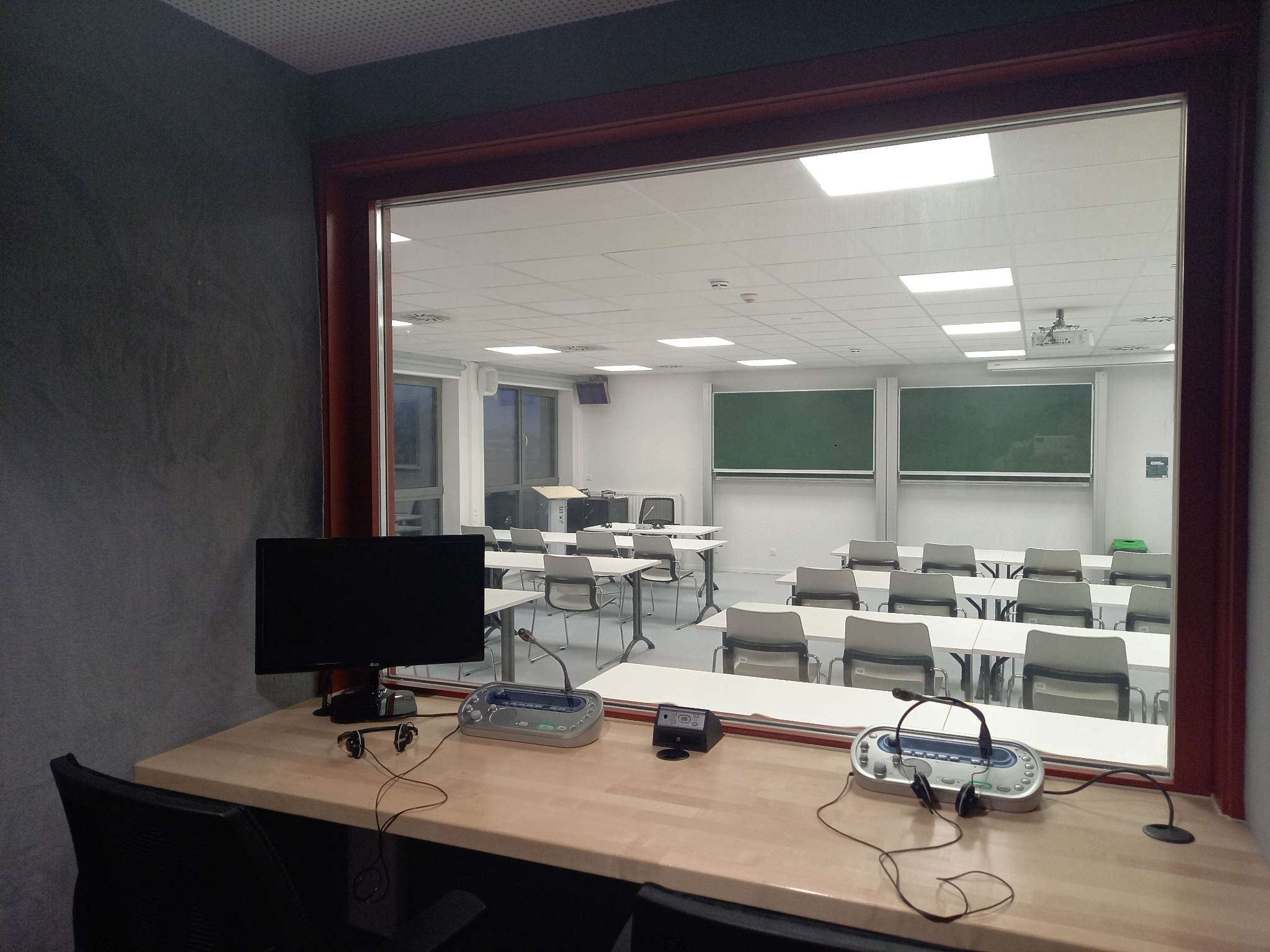
FTI-EII

L'École d'interprètes internationaux (EII) est une école de traducteurs et d'interprètes. En 2008, elle est intégrée à l'Université de Mons-Hainaut (UMH) qui devient en 2009 l'Université de Mons.

## Généralités

### Situation
La Faculté de traduction et d'interprétation-École d'interprètes internationaux (FTI-EII) est située dans la ville de Mons, dans la province de Hainaut. Elle est située sur le Campus de la Plaine de Nimy, un parmi plusieurs campus de l'Université de Mons (UMONS). Son adresse exacte est : 17, avenue du Champ de Mars, B 7000 Mons, Belgique.
L'école est facilement accessible depuis la gare et le centre de la ville à pied (il faut compter 15–20 minutes pour aller de la Grand-Place à l'EII), ou grâce à un réseau de bus qui circulent toute la journée et s'arrêtent à proximité. De grands axes routiers sont situés à proximité, ce qui rend le site facilement accessible en voiture.

## Locaux
Le bâtiment principal de l'EII abrite des laboratoires de langues et salles de classe équipés des nouvelles techniques de pointe, une salle d'interprétation avec des cabines (entièrement rénovées en janvier 2012), un local informatique où une cinquantaine d'ordinateurs connectés au WWW sont mis à la disposition des étudiants en semaine, et les bureaux administratifs (secrétariat, bureau du doyen) propres à la FTI-EII.
Des cours sont également dispensés dans plusieurs autres bâtiments du campus de la Plaine de Nimy : les Grands Amphithéâtres, le De Vinci, les bâtiments 4 et 5 ainsi que certains locaux de l'École Sociale qui sont mis à disposition de l'EII. Se trouvent aussi sur le campus de la Plaine de Nimy la bibliothèque de linguistique et un restaurant universitaire.

## Inscription
Les étudiants désirant s'inscrire à l'EII doivent posséder le Certificat d'enseignement secondaire supérieur de la Communauté française de Belgique ou un diplôme équivalent (ex. : le baccalauréat français).

## Logement
Plusieurs possibilités s'offrent aux étudiants désireux de loger à Mons, à proximité de l'EII. Sept cités universitaires sont mises à disposition : la Cité de la Plaine, la Cité Jacques Franeau, la Cité du Manège, la Cité d’Egmont, la Cité Kots UMONS 1 et 2, la Cité de la Grande Triperie et la Cité Pierre Houzeau de Lehaie, comprennent de nombreux logements individuels qui se louent pour une période de 10 à 12 mois. De nombreux particuliers louent également des chambres (kot en français de Belgique) ou des immeubles pour les groupes d'étudiants.

## Statut
Jusqu'au 1er janvier 2008, l'École d'interprètes internationaux avait un statut tout à fait particulier. Elle faisait à la fois partie de l'Université de Mons-Hainaut (sans en être une faculté à part entière) et de la Haute École du Hainaut. En pratique, cela signifiait que l'EII n'était ni une Haute École à part entière, ni une faculté de l'Université. 
Le 1er janvier 2008, après un vote au parlement de la communauté française, l'EII est devenue une faculté de l'Université de Mons-Hainaut à part entière.
L'école est reconnue par l'Association internationale des interprètes de conférence et fait partie de la Conférence des instituts universitaires de traducteurs et d'interprètes.

## Formation

### Disciplines et durée
L'École d'interprètes internationaux propose des formations dans deux disciplines : la traduction et l'interprétation de conférence. Le programme d'études à la FTI-EII se décline en cinq années : 3 années de baccalauréat (programme commun aux deux disciplines) et deux années de master en traduction ou en interprétation. L'étudiant est amené à choisir l'un des deux disciplines lors de son inscription en première master.

### Langues
La Faculté de traduction et d'interprétation - École d'interprètes internationaux enseigne neuf langues de base dès la première année : 
- l'anglais
- le néerlandais
- l'allemand
- l'espagnol
- l'italien
- le russe
- le danois
- le chinois
- l'arabe

L'étudiant doit, lors de son inscription, choisir deux langues (B et C, sur un pied d'égalité) parmi celles citées ci-dessus. Elles resteront ses langues principales durant toute la durée du cursus.
Dès la 3e année de bachelier, l'étudiant a la possibilité de choisir une troisième langue qu'il désire apprendre (pas d'obligation) :
- le portugais
- le polonais
- le norvégien
- le suédois
- le chinois
- le japonais
- le grec moderne
- l'arabe

Une des particularités de l'EII est qu'elle est la seule école en Communauté française de Belgique à proposer l'enseignement d'une langue scandinave (le danois) dès la première année de Bachelier.

### Le français
Une connaissance sans faille de sa langue maternelle étant obligatoire pour devenir un bon interprète/traducteur, le français est enseigné à l'EII comme une langue à part entière durant les deux premières années de Bachelier. L'orthophonie, la prise de notes, le résumé de textes, la composition et l'analyse de texte sont au programme.

### Les cours généraux
Afin de parfaire la culture générale des futurs traducteurs/interprètes, de nombreux cours dits "généraux" figurent au programme des 5 années d'études. Des cours d'initiation au droit, de droit international public, de droit commercial, de grands courants artistiques, d'informatique, de sociologie, de problèmes scientifiques et techniques, d'encyclopédie de la traduction, d'histoire économique et sociale, de linguistique, de philosophie, d'économie politique  sont ainsi enseignés durant les années de Bachelier.
Durant le master, des séminaires de révision de textes et l'apprentissage de l'utilisation des outils de traduction sont également proposés.

### Les orientations du Master en traduction
Plusieurs orientations sont proposées pour le master en traduction :
- Traduction multidisciplinaire
- Traduction en contexte interculturel
- Recherche
- Didactique

## Vie étudiante
Les activités extra-scolaires organisées pour les étudiants sont très nombreuses. L'Association générale des étudiants de l'EII prend en charge l'organisation ou soutient de nombreux événements. Ceux-ci sont culturels (théâtre, cinéma…), sportifs (patinoire, bowling, football, squash, 24 heures-vélo…), ou simplement estudiantins. L'EII est d'ailleurs célèbre pour ses soirées à thème et autres fêtes qui animent les nuits des étudiants de la région de Mons.  Les départements italien, russe, espagnol, néerlandais, anglais et allemand organisent des soirées avec DJ précédées d'un spectacle mis en scène par les étudiants ; l'AGE organise deux soirées cabaret chaque année, avec des sketches durant plus de 2 heures ; le département de danois prépare le Gløgg, dégustation de vin chaud danois, et le département de russe la Iolka, petit Noël déjanté des étudiants de russe ; et toute l'école se réunit également pour la journée internationale, où des spécialités culinaires des quatre coins du monde sont dégustées.